# FC Silon Táborsko
Le FC Silon Táborsko est un club tchèque de football basé dans la ville de Tábor en Tchéquie, et fondé en 2012.

## Histoire
Situé dans la région de Bohême-du-Sud, en Tchéquie, FC Silon Táborsko est fondé en 2012, né de la fusion entre le FK Spartak MAS Sezimovo Ústí et le FK Tábor sous le nom de FC MAS Táborsko.
Le 16 juillet 2022, le club change de nom pour adopter celui de FC Silon Táborsko, en raison de sa collaboration avec un nouveau partenaire.

### Historique des noms
- FC MAS Táborsko (2012–2022)
- FC Silon Táborsko (depuis 2022)